# C.R.A.Z.Y. – Verrücktes Leben
C.R.A.Z.Y. – Verrücktes Leben ist ein kanadischer Spielfilm des Regisseurs Jean-Marc Vallée mit Marc-André Grondin, Michel Côté aus dem Jahr 2005. Vallée war am Drehbuch und an der Produktion des Films beteiligt.

## Handlung
Der Film schildert das Leben der Familie Beaulieu aus Québec in Kanada über einen Verlauf von rund 20 Jahren. Durch den Film führt der am Weihnachtsabend 1960 geborene Zachary, der aufgrund seines Geburtsdatums und eines Muttermales am Hinterkopf prompt mit übersinnlichen Kräften ausgestattet zu sein scheint. Seine Mutter Laurianne ist sich sicher, dass es allein reicht, wenn er nur an einen Verletzten denkt, damit dessen Schmerzen oder Blutungen vergehen – und prompt klingelt im Hause Beaulieu pausenlos das Telefon. Vater Gervais, der Zachary ebenfalls ins Herz geschlossen hat, schert sich um den religiösen Hokuspokus nicht sonderlich und versucht stattdessen, einen Sportler oder Musiker aus seinem Sohn zu machen. Außerdem ist es sein großes Hobby, bei jeder sich bietenden Feier einen Mikrofon-Ersatz in die Hand zu nehmen und den immer gleichen Titel Emmenez-moi au bout de la terre von Charles Aznavour mitzusingen. Komplett machen die Familie noch die drei älteren Brüder Raymond, der mit Drogenproblemen zu kämpfen hat, Christian, eine jedes Buch verschlingende Leseratte, und die Sportskanone Antoine; Yvan, der Jüngste, wird erst einige Jahre nach Zachary geboren.
Als Zachary heranwächst, bekommt er Probleme, sich in der starren und noch stark von der katholischen Kirche geprägten Welt zurechtzufinden, zumal er seine aufkommende Homosexualität nur schwer unterdrücken kann. Doch auch in seiner Familie kann er sich nicht öffnen, da sein homophober Vater dies nicht dulden würde. Somit schwankt Zachary über Jahre hinweg zwischen seinen Neigungen und dem Verlangen, es seinem Vater recht zu machen.
Auf Christians Hochzeit kommt es schließlich zum Eklat. Ein Gast will beobachtet haben, wie Zachary im Auto einen anderen Mann geküsst habe und „also doch schwul“ sei. Sein Vater stellt ihn zur Rede. Zachary, der in einer Partnerschaft mit einer Frau lebt, streitet ab, dass in dem Auto etwas gelaufen sei, gibt jedoch zu, dass er sich dies gewünscht habe. Seine Freundin, die den Dialog mitanhört, wendet sich entgeistert von ihm ab.
Zachary begibt sich daraufhin auf Sinnsuche und reist nach Israel – davon hatte ihm seine Mutter immer vorgeschwärmt. Er kommt wieder zurück nach Kanada, als sein Bruder Raymond gerade aufgrund einer Überdosis im Krankenhaus liegt und nur wenig später stirbt. Der Vater versucht sich langsam mit dem Gedanken anzufreunden, dass Zachary „anders“ ist, um nicht noch einen Sohn zu verlieren.

## Hintergrund
Der Titel des Films, C.R.A.Z.Y., setzt sich aus den Anfangsbuchstaben der fünf Söhne zusammen: Christian, Raymond, Antoine, Zachary und Yvan. Zudem heißt einer der Hits der Country-Sängerin Patsy Cline, von der Vater Gervais ein großer Fan ist, ebenfalls Crazy.
Émile Vallée, der den sechs- bis achtjährigen Zachary spielt, ist der Sohn von Regisseur Jean-Marc Vallée.
Der Film war Kanadas offizieller Vorschlag für den Oscar 2006 in der Kategorie Bester fremdsprachiger Film, wurde aber nicht nominiert.

## Kritiken
- Das Lexikon des internationalen Films beschrieb den Film als „sehr unterhaltsam und manchmal auch wehmütig“ und als „originelle Familiengeschichte und zugleich eine treffende Epochenbeschreibung“.[1]
- „Bittersüße Geschichte vom Erwachsenwerden in den 70er und 80er Jahren, die mit Tiefgang, feinem Humor und toller Musik begeistert.“ (Cinema)[2]
- „Jean-Marc Vallées mehrfach preisgekrönte Coming-of-Age-Geschichte ‚C.R.A.Z.Y.‘ ist nicht nur kongenial erzählt, sie spiegelt auch die seit den siebziger Jahren währende Selbstfindung der kanadischen Nation wider.“ (Der Spiegel)[3]
- „Das mehrfach preisgekrönte Werk (…) hinterlässt wegen des Themas, den überzeugenden schauspielerischen Leistungen und der coolen Filmmusik insgesamt einen starken Eindruck.“ (filmstarts.de, Jörn Schulz)
- Prisma urteilt: „Ein brillant inszeniertes und gespieltes Drama über das Erwachsenwerden in den Sechziger- und Siebzigerjahren.“ „Das bewegende Stück Kino […] schildert mit wehmütigem Humor und der nötigen Tiefgründigkeit das Schicksal des jungen Zac, hervorragend verkörpert durch Marc-André Grondin. Klasse auch die Darstellung des liebevoll-strengen Vaters durch Michel Coté“, nennt den Film eine „herzerfrischende Zeitreise durch das Lebensgefühl“ und empfiehlt: „Unbedingt anschauen!“[4]
- Die Filmbewertungsstelle Wiesbaden gab dem Film das Prädikat Besonders Wertvoll. In der Begründung im FBW-Gutachten heißt es u. a. wie folgt: Es entfaltet sich ein dramaturgisch vielfältiges und liebevoll inszeniertes Familiendrama mit gelegentlich sehr amüsanten Elementen. (…) Die große Qualität des Films steckt ganz besonders im Detail, in den vielen kleinen Beobachtungen über das Verhalten der einzelnen Charaktere. (…) Beeindruckend sind die ‚unverbrauchten‘ Gesichter der hierzulande überwiegend unbekannten Darsteller, die allesamt mit schauspielerischen Leistungen glänzen.[5]

## Auszeichnungen (Auswahl)

### Toronto International Film Festival2005
- Bester kanadischer Spielfilm

### Europäischer Filmpreis 2005
- Nominierung von Jean-Marc Vallée für den Besten nichteuropäischen Film

### Genie Awards 2006
- Bester Film
- Beste Ausstattung: Patrice Vermette
- Beste Kostüme: Ginette Magny
- Beste Regie: Jean-Marc Vallée
- Bester Schnitt: Paul Jutras
- Bester Hauptdarsteller: Michel Côté
- Beste Nebendarstellerin: Danielle Proulx
- Bester Ton: Yvon Benoît, Daniel Bisson, Luc Boudrias und Bernard Gariépy Stobl
- Bester Tonschnitt: Martin Pinsonnault, Mira Mailhot, Simon Meilleur, Mireille Morin und Jean-François Sauvé
- Bestes Original-Drehbuch: Jean-Marc Vallée und François Boulay
- Spezialpreis Golden Reel Award

Genie-Award-Nominierung in den Kategorien:
- Bester Hauptdarsteller: Marc-André Grondin
- Beste Kamera: Pierre Mignot

### Prix Jutra2006
- Bester Film in Québec
- Beste Regie: Jean-Marc Vallée
- Bester Darsteller: Marc-André Grondin
- Beste Nebendarstellerin: Danielle Proulx
- Bester Nebendarsteller: Michel Côté
- Bestes Drehbuch: Jean-Marc Vallée und François Boulay
- Beste Kamera: Pierre Mignot
- Beste Ausstattung: Patrice Vermette
- Bester Ton: Yvon Benoît, Daniel Bisson, Luc Boudrias, Bernard Gariépy-Strobl, Mira Mailhot, Simon Meilleur, Mireille Morin, Martin Pinsonnault und Jean-François Sauvé
- Bester Schnitt: Paul Jutras
- Beste Kostüme: Ginette Magny
- Bestes Make-up: Micheline Trépanier
- Beste Frisuren: Réjean Goderre
- Billet d’Or für den Film mit den höchsten Einnahmen des Jahres in Québec

### Prix Jutra 2007
- Film s’étant le plus illustré hors Québec

## Synchronisation
Die Synchronisation des Films wurde bei der Studio Hamburg Synchron nach einem Dialogbuch und unter der Dialogregie von Thomas Crecelius erstellt.
| Rolle                            | Darsteller          | Synchronsprecher   |
| -------------------------------- | ------------------- | ------------------ |
| Gervais Beaulieu                 | Michel Côté         | Michael Lott       |
| Zachary Beaulieu (15–21 Jahre)   | Marc-André Grondin  | Pjotr Olev         |
| Laurianne Beaulieu               | Danielle Proulx     | Sabine Arnhold     |
| Zachary Beaulieu (6–8 Jahre)     | Émile Vallée        | Aaron Kaulbarsch   |
| Raymond Beaulieu (22–28 Jahre)   | Pierre-Luc Brillant | Jan-David Rönfeldt |
| Christian Beaulieu (24–30 Jahre) | Maxime Tremblay     | Tammo Kaulbarsch   |
| Antoine Beaulieu (21–27 Jahre)   | Alex Gravel         | Patrick Bach       |